# Santa Cecília de Montserrat
|  | Aquest article tracta sobre l'abadia. Vegeu-ne altres significats a «Marganell». |

Santa Cecília de Montserrat és una antiga abadia benedictina al municipi de Marganell, al Bages, situada a llevant de la muntanya de Montserrat, prop de l'antic castell Marro, sota de Sant Jeroni, a mig camí de Can Maçana i el monestir de Montserrat. És un edifici catalogat l'Inventari del Patrimoni Arquitectònic de Catalunya.
L'indret és notable per la seva situació en un replà enlairat orientat cap a la vall del Llobregat. El temple romànic de planta basilical, amb tres naus de desigual extensió i de parets de pedra tallada emblanquinades ja originàriament que són culminades amb tres absis amb arcuacions llombardes, es manté en bon estat gràcies a diverses restauracions i és un magnífic exemplar del romànic del segle xi, única part que ha restat de les velles construccions.
El casal veí ha estat refet quasi íntegrament. El 1940 hi va començar a residir la comunitat de monges benedictines de Sant Benet de Mataró, que el 1952 es va fusionar amb la de Santa Clara de Barcelona, traslladant-se el 1954 al nou monestir de Sant Benet de Montserrat, prop de la Colònia Puig. L'antic monestir i el casal veí, han estat convertits avui dia en refugi d'excursionistes i en locals per a activitats juvenils.

## Arquitectura

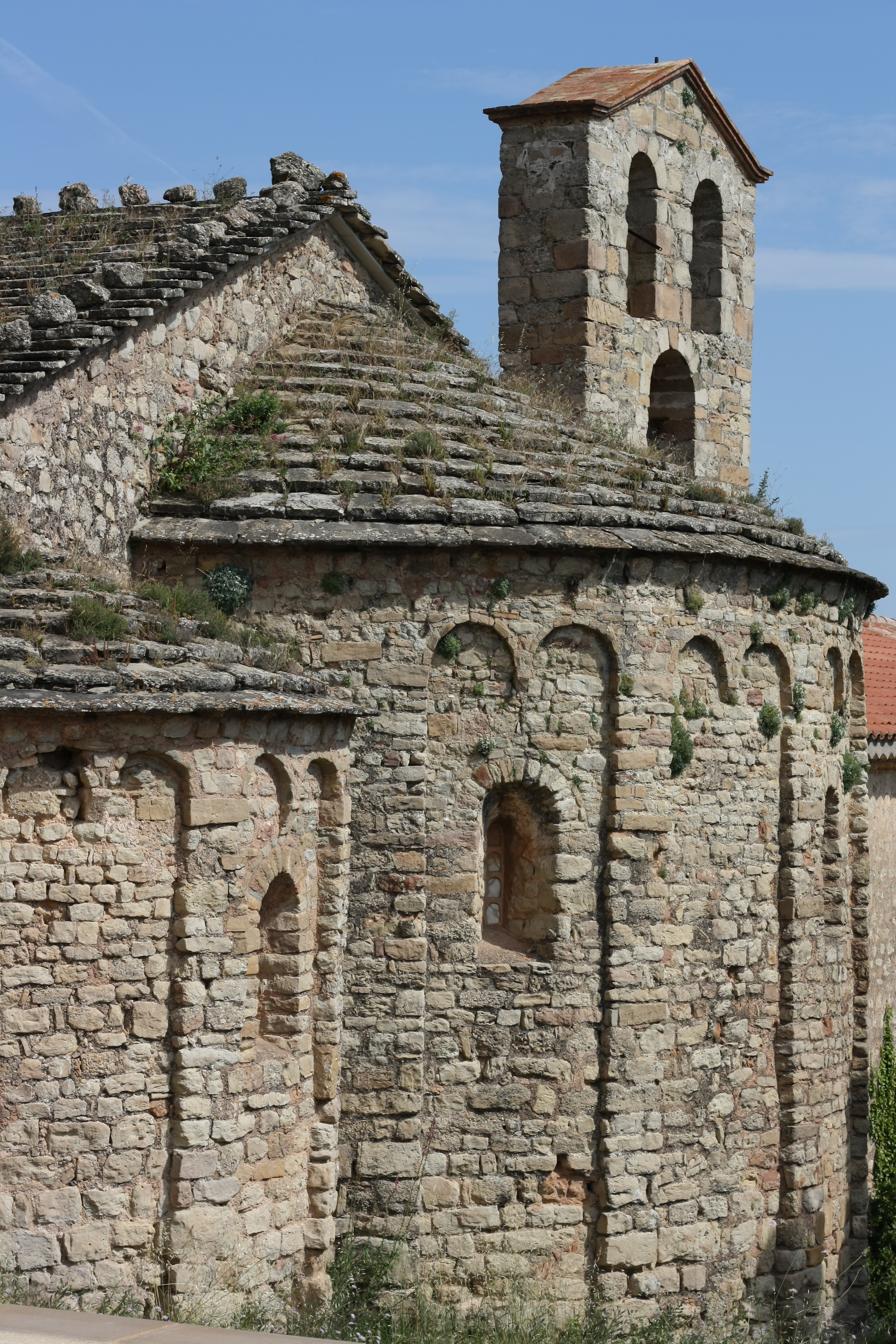
Absis de l'església

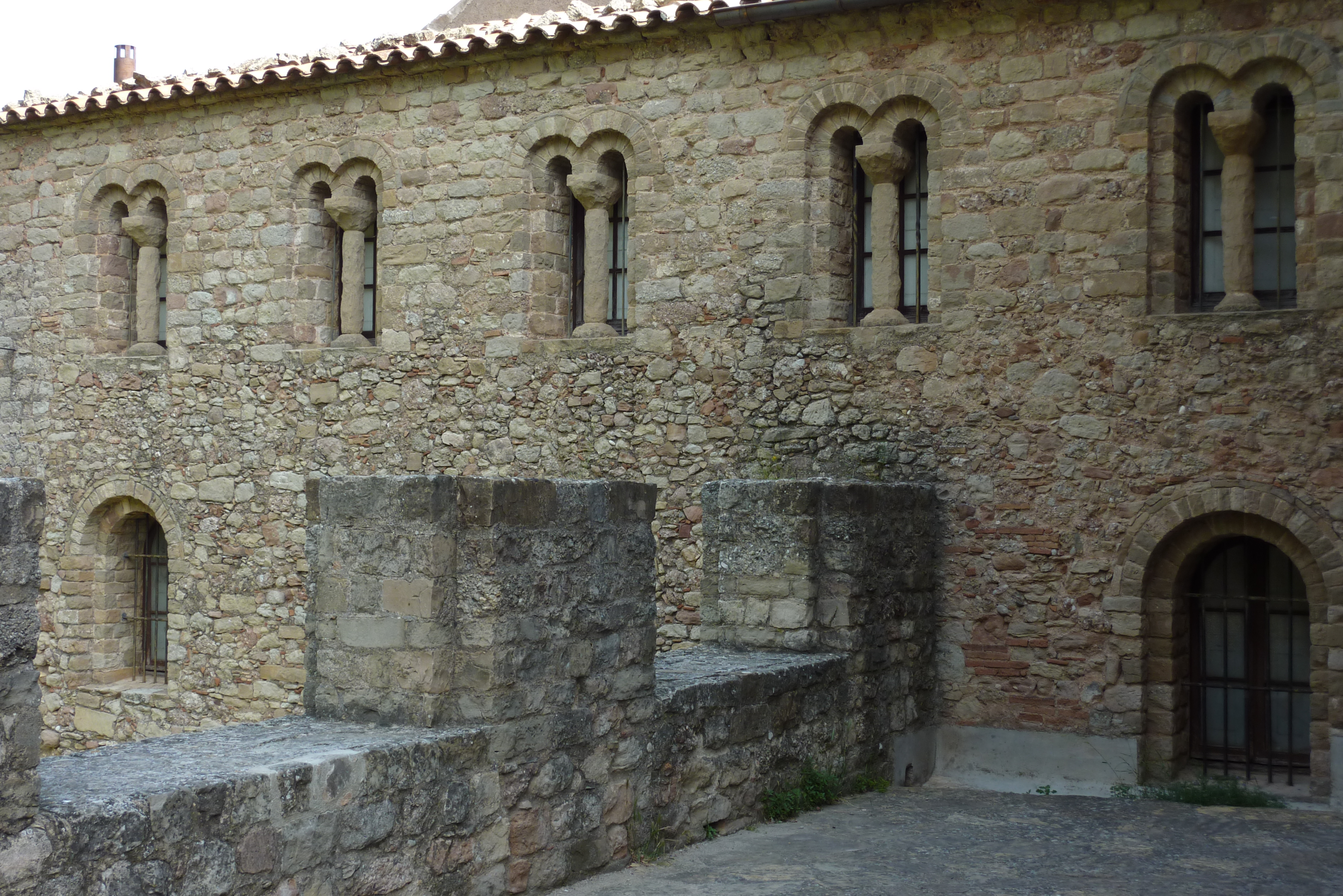
Façana

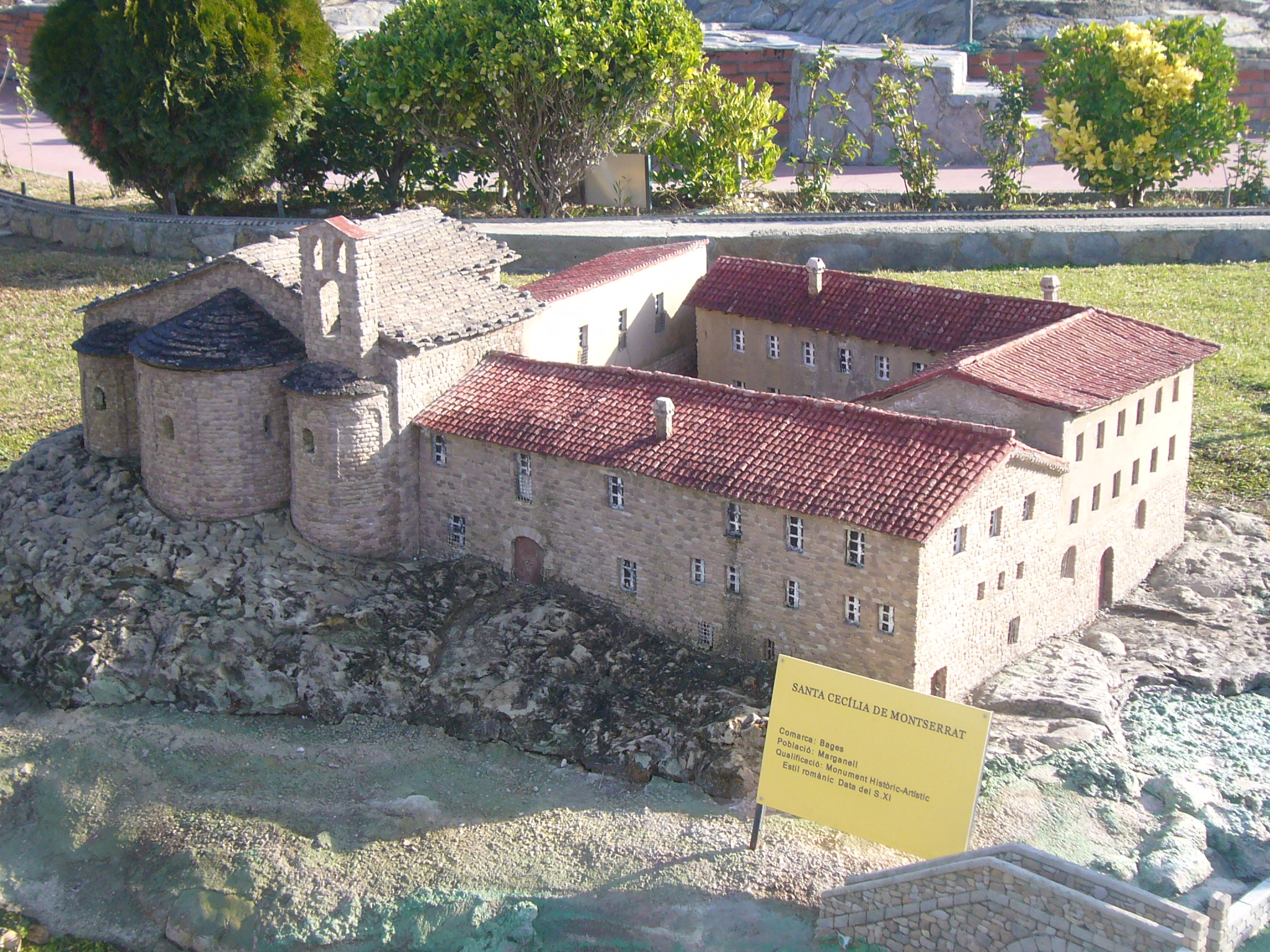
Maqueta del conjunt a Catalunya en Miniatura

Església de planta basilical amb tres naus, de les quals les laterals són les més curtes que la central. La capçalera està estructurada en un absis i dues absidioles. Les naus són cobertes amb voltes de canó i es comuniquen mitjançant dues arcades de mig punt. En l'absis central s'obren tres finestres de doble esqueixada, i una en cada absidiola. La decoració de la capçalera és la típica llombarda, amb arcuacions cegues i lesenes.
Es creu que antigament el sistema de coberta fou un embigat de fusta, que al substituir-se per les voltes significà l'haver d'engruixir els murs de la nau central. L'aparell és obrat en carreus sense polir, units amb morter de calç. L'estat de conservació de l'església és bo i cuidat. Al cantó esquerre de l'absis, a l'interior, hi ha el graffiti d'una figura, probablement tardo-romà.

## Espai d'Art Sean Scully
L'Espai d'Art Sean Scully, adscrit al Museu de Montserrat, alberga el conjunt artístic realitzat pel pintor d'origen irlandès i resident a Nova York Sean Scully a l'interior de l'església romànica de Santa Cecília de Montserrat, restaurada per la Diputació de Barcelona. A l'interior de l'església, fundada l'any 945, hi ha sis pintures de gran format, vuit vitralls, tres pintures al fresc, un reraltar de cristall, tres creus de vidre i quatre canelobres, tots ells elaborats per Scully. L'espai compta també amb un centre d'interpretació introductori dedicat a la història de Santa Cecília i a l'art de Sean Scully. Scully va concebre el projecte de Santa Cecília el 2005, conjuntament amb el P.Josep de C. Laplana, director del Museu de Montserrat, i la mediació del galerista Carles Taché. El projecte té semblances amb la Rothko Chapel de Houston.
La primera de les obres que Scully va elaborar per a Santa Cecília és Holly, una interpretació personal de les catorze estacions del viacrucis, en memòria de la seva mare. L'obra actual, amb el nou nom Holly-Stationes, és una variació de la primera sèrie, que Scully va exposar l'any 2004 a la Kuntsverein d'Aichach (Alemanya).
El 2010 va pintar Cecília, dedicada a la santa titular de l'església, obra que va ser presentada l'estiu del 2014 a l'església de Santa Maria de Cadaqués. El 2015, Scully realitza una segona Cecília (Landline Cecilia), amb uns colors i tons més afins a l'atmosfera jovial mediterrània, en un esperit pictòric que s'estén a les tres obres de petit format que porten per nom Untitled. L'imponent tríptic Doric Nyx, en canvi, emplaçat a l'entrada del temple, es distingeix per l'austeritat intensa i profunda del seu cromatisme. Scully ha volgut accentuar amb la gravetat dels tons la dimensió tràgica de la condició humana. Per això, aquesta obra de la sèrie Doric porta el nom de Nyx, que és la deessa grega de la nit. El conjunt artístic es complementa amb una pintura a l'oli, la més tendra i dolça de les que Scully ha escollit per a Santa Cecília, que pertany a la sèrie Wall of light (Barcelona Wall of Light Pink). La intervenció s'enriqueix amb vuit vitralls monocroms amb colors molt característics en l'obra de Scully -el groc, el vermell i el blau-, un per a cada nau de la capella. L'artista hi ha afegit tres creus de vidre i quatre canelobres de ferro situats a l'àmbit de l'altar –presbiteri-. L'altra gran novetat que ofereix Santa Cecília de Montserrat són les tres petites pintures al fresc, amb què el pintor ha volgut connectar personalment amb els orígens medievals del temple. És la primera vegada que Scully pinta al fresc.

## Història

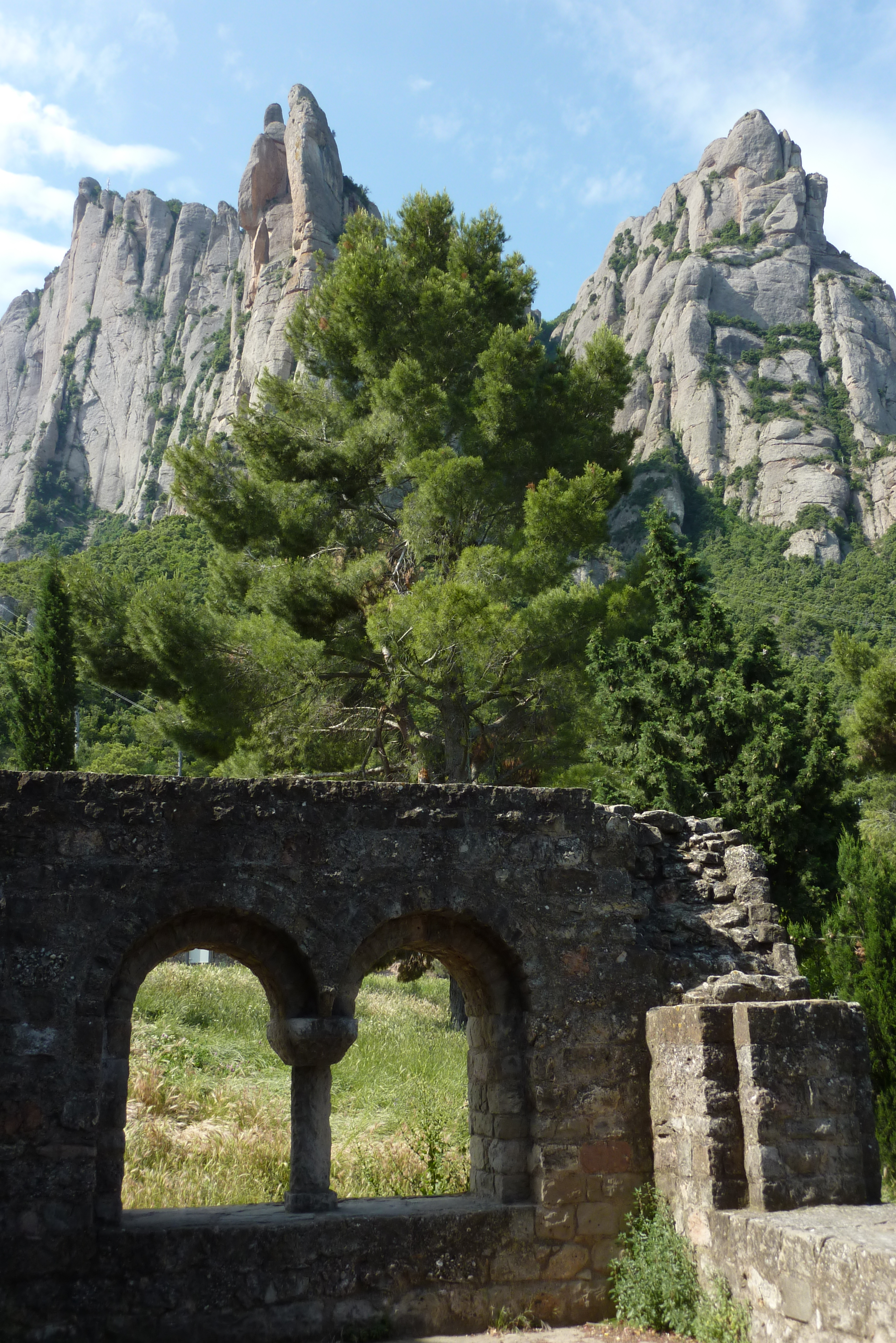
Restes del claustre, amb la muntanya de Montserrat al fons

La primera notícia coneguda de la casa de Santa Cecília és del 900. El monestir fou fundat el 25 de maig de 945 per l'abat Cesari, que entre el 966 i el 981 pretengué ser l'arquebisbe de la Tarraconense. El 951, Cesari va obtenir un precepte del rei Lluís IV de França, que li confirmava la dotació inicial assignada pels comtes Sunyer I i la seva esposa Riquilda, els seus protectors.
El 956 fou sotmesa canònicament al bisbat de Vic. El 957 el bisbe de Vic Guadamir consagrava l'església del monestir en honor de Santa Cecília, que depenia canònicament del bisbe de Vic. El 1023 va estar a punt de ser sotmès pel monestir de Ripoll, que fundà tot seguit el veí priorat de Santa Maria de Montserrat. Fou cedida al monestir de Sant Cugat el 1058 malgrat l'oposició dels seus monjos, per separar-se'n 50 anys més tard. El 1103 recupera la independència, però Sant Cugat iniciarà un plet que durarà anys. El 1143, la parròquia de Marganell fou donada al monestir pel bisbe de Vic.
Els abats de Santa Cecília han estat Cesari (945-998), Ferriol (994-998), Folc (1000-1006), Dalmau (1008), Joan de Barcelona (1011-1022), Bonfill (1025-1036), Guillem (1036-1054), Pere (1056- 1077), Andreu (1084- 1086), Dalmau (1086 -1103), Amat (1103-1107), Bernat Berenguer (1114), Ermengol (1122- 1128), Guillem (1143), Gerald (1219- 1220), Arnau de Calders (1120-1122), Ramon (1281), Ramon Briz (1290), Bartomeu de Castellet (1327- 1343), Bernat de Castellet (1347), Andreu (1381), Pere Andreu (1399), Berenguer March (1399 i ss), Llorenç Marull (1471- 1483), Jaume Filella (1483- 1498), Salvador Marull (1498- 1515) i Miquel Cordelles (1519- 1538). Els tres últims foren comendataris.
Al segle xiv entrà en decadència, i aviat es convertí en un lloc d'hostalatge per als pelegrins de Santa Maria de Montserrat, entrant en la seva òrbita el 1410, i annexat el 1539. Els abats de Santa Maria tingueren cura des d'aleshores de la casa, on hi residia només un prevere i els seus servents.
Durant la Guerra del Francès (1811-12) el monestir i l'església foren incendiats i saquejats. L'abat Miquel Muntades feu la primera restauració el 1862 sota la direcció de l'arquitecte Villar i Carmona. El 1930 se'n realitza una segona impulsada per l'abat Marcet i dirigida per Josep Puig i Cadafalch. Hom creu que del temple preromànic consagrat el 957 avui no en resta res i que l'actual és una construcció del segle xi, en què s'haurien d'assenyalar dos processos constructius.
El 2015 es va inaugurar un espai d'art dedicat a Sean Scully.